# Johannes Schlüter
Johannes Schlüter (* 26. Dezember 1922 in Groß Giesen; † 21. April 2002) war ein deutscher Erziehungswissenschaftler.
Johannes Schlüter studierte Psychologie und wurde zum Dr. phil. promoviert. Er war Professor für Pädagogik an der Pädagogischen Hochschule Westfalen-Lippe / Abt. Paderborn, später Professor für Psychologie an der Gesamthochschule Paderborn.

## Schriften
- Begabung, Bildsamkeit, Leistung, In: Speck, J./G. Wehle (Hg.): Handbuch pädagogischer Grundbegriffe. Bd. 1. München 1970. S. 55–81
- zusammen mit Hugo Staudinger: Wer ist der Mensch? Entwurf einer offenen und imperativen Anthropologie, Burg-Verlag, Stuttgart und Bonn 1981, ISBN 3-922801-86-2
- zusammen mit Hugo Staudinger: An Wunder glauben? Gottes Allmacht und moderne Welterfahrung, Herderbücherei Band 1258, Freiburg 1986, ISBN 3-451-08258-6
- zusammen mit Hugo Staudinger: Die Glaubwürdigkeit der Offenbarung und die Krise der modernen Welt, Burg Verlag, Stuttgart und Bonn 1987, ISBN 3-922801-67-6